# アイレス・アリ
アイレス・ボニファシオ・バプティスタ・アリ（スペイン語: Aires Bonifácio Baptista Ali、1955年12月6日 - ）は、モザンビークの政治家。第4代同国首相。2000年から2004年までインハンバネ州の知事を務め、2005年から2010年まで文部大臣を務めた。アルマンド・ゲブーザ大統領の任命により2010年1月16日から2012年まで第4代首相を務めた。
2016年5月、フィリペ・ニュシ大統領によって駐中大使に任命された。